# قحطی بزرگ جبل لبنان

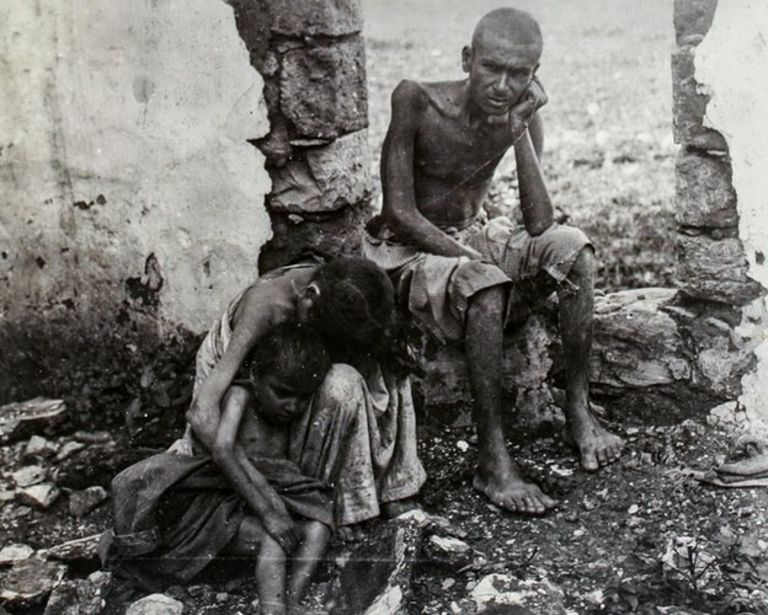

قحطی بزرگ جبل لبنان (عربی: مجاعة جبل لبنان، آوانگاری: Majā'at Jabal Lubnān) بین سال‌های ۱۹۱۵ تا ۱۹۱۸، در طول جنگ جهانی اول، رخ داد. این دوره به شدت ویرانگر بود و با کمبود شدید غذا، سوءتغذیه و نرخ بالای مرگ و میر در جبل لبنان، که در آن زمان بخشی از امپراتوری عثمانی بود، مشخص می‌شود.
چندین عامل به قحطی کمک کردند:
1. تأثیر جنگ: درگیری‌های جنگ جهانی اول مسیرهای تجاری و تولیدات کشاورزی را مختل کرد. مشارکت امپراتوری عثمانی در جنگ منجر به مصادره منابع غذایی برای مقاصد نظامی شد.
2. محاصره‌ها: محاصره دریایی متفقین بر امپراتوری عثمانی واردات غذا و سایر کالاهای ضروری را محدود کرد و بحران غذایی را تشدید کرد.
3. کاهش تولیدات کشاورزی: جنگ باعث کاهش تولیدات کشاورزی شد، زیرا کشاورزان به خدمت نظامی فراخوانده شدند و زمین‌های زراعی ویران شد.
4. مشکلات اقتصادی: شرایط اقتصادی بدتر شد و منجر به تورم و کمبود منابع برای جمعیت محلی گردید.

این قحطی تأثیرات فاجعه‌باری بر جمعیت داشت و برآوردها نشان می‌دهد که بین ۱۰۰٬۰۰۰ تا ۲۵۰٬۰۰۰ نفر به دلیل گرسنگی و بیماری‌های مرتبط جان خود را از دست دادند. قحطی بزرگ جبل لبنان یک رویداد مهم در تاریخ منطقه است که آسیب‌پذیری‌های جمعیت‌ها در زمان جنگ و پیامدهای تصمیمات سیاسی و نظامی بر زندگی غیرنظامیان را به تصویر می‌کشد.